# Khủng hoảng Nga–Ukraina 2021–2022
Vào tháng 3 và tháng 4 năm 2021, Nga bắt đầu điều hàng nghìn quân nhân và thiết bị gần biên giới với Ukraina và trên bán đảo Crimea đã bị Nga sáp nhập, là số lượng quân huy động cao nhất kể từ khi Nga sáp nhập Crimea vào năm 2014.  Điều này dẫn đến một cuộc khủng hoảng quốc tế và gây ra lo ngại về một cuộc tấn công có thể xảy ra. Hình ảnh vệ tinh cho thấy việc di chuyển xe thiết giáp, tên lửa và vũ khí hạng nặng.  Quân đội Nga đã được rút một phần vào tháng 6 năm 2021.  Cuộc khủng hoảng được tiếp tục vào tháng 10 và tháng 11 năm 2021, khi hơn 100.000 quân Nga một lần nữa được tập trung bao vây ba phía Ukraina vào tháng 12. 
Cuộc khủng hoảng này bắt nguồn từ cuộc chiến tranh Nga-Ukraina kéo dài bắt đầu vào đầu năm 2014. Vào tháng 12 năm 2021, Nga đã đưa ra hai dự thảo hiệp ước trong đó có các yêu cầu mà Nga này gọi là "đảm bảo an ninh", bao gồm một lời hứa ràng buộc về mặt pháp lý rằng Ukraina sẽ không gia nhập Tổ chức Hiệp ước Bắc Đại Tây Dương (NATO) cũng như cắt giảm binh sĩ và khí tài quân sự của NATO đóng ở Đông Âu, đồng thời đe dọa phản ứng quân sự không xác định nếu những yêu cầu đó không được đáp ứng đầy đủ. NATO đã từ chối những yêu cầu này và Hoa Kỳ cảnh báo Nga về các biện pháp trừng phạt kinh tế "nhanh chóng và nghiêm khắc" nếu nước này tấn công Ukraina thêm nữa. Cuộc khủng hoảng cũng xoay quanh cuộc chiến đang diễn ra ở Donbas và được một số nhà bình luận mô tả là một trong những cuộc khủng hoảng khốc liệt nhất ở châu Âu kể từ sau chiến tranh Lạnh.
Ngày 21 tháng 2 năm 2022, Nga chính thức công nhận hai khu vực ly khai của Ukraina, tự xưng Cộng hòa Nhân dân Donetsk và Cộng hòa Nhân dân Luhansk, là các quốc gia độc lập và triển khai quân đội Nga đến "gìn giữ hòa bình" các vùng đất do các khu vực ly khai kiểm soát.
Vào sáng ngày 24 tháng 2, Putin thông báo rằng Nga đang bắt đầu một "chiến dịch quân sự đặc biệt" ở Donbas, và tiến hành cuộc xâm lược qui mô lớn vào Ukraina.

## Bối cảnh
Sau khi Liên Xô tan rã vào năm 1991, Ukraina và Liên bang Nga tiếp tục giữ mối quan hệ chặt chẽ. Năm 1994, Ukraina đồng ý từ bỏ kho vũ khí hạt nhân của mình và ký giác thư Budapest về đảm bảo an ninh với điều kiện Nga, Vương quốc Anh và Hoa Kỳ sẽ đưa ra sự đảm bảo chống lại các mối đe dọa hoặc sử dụng vũ lực chống lại sự toàn vẹn lãnh thổ hoặc độc lập chính trị của Ukraina. Năm năm sau, Nga là một trong những nước ký kết Hiến chương An ninh châu Âu, nơi nước này "tái khẳng định quyền vốn có của mỗi Quốc gia tham gia được tự do lựa chọn hoặc thay đổi các thỏa thuận an ninh của mình, bao gồm cả các hiệp ước liên minh, khi chúng phát triển".
Mặc dù là một quốc gia độc lập được công nhận từ năm 1991, với tư cách là một nước cộng hòa thuộc Liên Xô cũ, Ukraina đã được giới lãnh đạo của Nga coi là một phần trong phạm vi ảnh hưởng của họ. Năm 2008, Tổng thống Nga Vladimir Putin đã lên tiếng phản đối việc Ukraina trở thành thành viên của NATO. Nhà phân tích người Romania Iulian Chifu và các đồng tác giả của ông vào năm 2009 đã chỉ ra rằng liên quan đến Ukraina, Nga đã theo đuổi phiên bản cập nhật của học thuyết Brezhnev, trong đó quy định rằng chủ quyền của Ukraina không thể lớn hơn chủ quyền của các quốc gia thành viên của hiệp ước Warsaw trước khi sự sụp đổ của vùng ảnh hưởng của Liên Xô trong cuối những năm 1980 và đầu thập niên 1990. Quan điểm này được xây dựng dựa trên tiền đề rằng các hành động của Nga nhằm xoa dịu phương Tây vào đầu những năm 1990 đáng lẽ phải được phương Tây đáp lại, nếu không có sự mở rộng của NATO dọc theo biên giới của Nga. 
Sau nhiều tuần biểu tình là một phần của phong trào Euromaidan (2013–2014), Tổng thống Ukraina thân Nga Viktor Yanukovych và các nhà lãnh đạo của phe đối lập trong Quốc hội Ukraina vào ngày 21 tháng 2 năm 2014 đã ký một thỏa thuận dàn xếp kêu gọi một cuộc bầu cử sớm. Ngày hôm sau, Yanukovych bỏ trốn khỏi Kyiv trước một cuộc bỏ phiếu luận tội tước quyền tổng thống của ông ta. Các nhà lãnh đạo của các khu vực phía đông nói tiếng Nga của Ukraina tuyên bố tiếp tục trung thành với Yanukovych, gây ra tình trạng bất ổn thân Nga năm 2014. Tình trạng bất ổn tiếp theo là việc Liên bang Nga sáp nhập Krym vào tháng 3 năm 2014 và chiến tranh ở Donbas, bắt đầu vào tháng 4 năm 2014 với việc thành lập các quốc gia gần như được Nga hậu thuẫn gồm các nước cộng hòa nhân dân Donetsk và Luhansk.
Vào ngày 14 tháng 9 năm 2020, Tổng thống Ukraina Volodymyr Zelensky đã phê duyệt Chiến lược An ninh Quốc gia mới của Ukraina, " quy định sự phát triển của quan hệ đối tác đặc biệt với NATO với mục tiêu trở thành thành viên của NATO."  Vào ngày 24 tháng 3 năm 2021, Zelensky đã ký Sắc lệnh số 117/2021 phê duyệt "chiến lược xóa bỏ chiếm đóng và tái hòa nhập lãnh thổ bị chiếm đóng tạm thời đối với Cộng hòa Tự trị Krym và thành phố Sevastopol."
Vào tháng 7 năm 2021, Putin xuất bản một bài luận có tiêu đề Về sự thống nhất lịch sử của người Nga và người Ukraina, trong đó ông khẳng định lại quan điểm của mình rằng người Nga và người Ukraina là "một dân tộc".  Nhà sử học người Mỹ Timothy Snyder đã mô tả những ý tưởng của Putin là chủ nghĩa đế quốc.  Nhà báo người Anh Edward Lucas đã mô tả nó là chủ nghĩa xét lại lịch sử. Các nhà quan sát khác đã lưu ý rằng giới lãnh đạo Nga có một cái nhìn méo mó về Ukraina hiện đại và lịch sử của quốc gia này. 
Nga đã nói rằng việc Ukraine có thể gia nhập NATO và sự mở rộng NATO nói chung đe dọa an ninh quốc gia của nước này. Đáp lại, Ukraina và các quốc gia châu Âu khác láng giềng với Nga đã cáo buộc Putin cố gắng khôi phục Đế quốc Nga/Liên bang Xô viết và theo đuổi các chính sách quân phiệt hiếu chiến. 